# Кригсмарине
Кригсмарине (  — „Ратна морнарица“ дословно преведено са немачког) било је име за вид Вермахта (оружане снаге нацистичке Немачке) од 1935. до 1945.

## Опис и историја
Након пораза у Првом светском рату, Версајски споразум је наметнуо строга ограничења немачкој ратној морнарици. Њој је било забрањено пројектовање и изградња подморница, носача авиона, морнаричке авијације, тешке обалске артиљерије и лимитирана изградња нових бродова, чија укупна тонажа није смела премашити 10.000 тона.
Али кад су нацисти дошли на власт 1933. одпочела је снажна кампања за ревизију тих ограничења, па је на крају Хитлерова упорност уродила плодом - 18. јуна 1935. потписан је нови англо-немачки споразум, који је, истина, и надаље лимитирао величину немачке морнарице, на 35% британске, али је ипак дозвољавао Немачкој поседовање и градњу подморница и других бродова која јој је Версајски споразум забрањивао. Али је Хитлер тек 1939. пар месеци пре почетка рата одобрио План З (амбициозни ратни план изградње моћне морнарице).
Према Плану З, Кригсмарине је требало да изгради до 1947.
- 9 потпуно нових бојних бродова и бојних крсташа
- 4 носача авиона
- 15 оклопњача
- 5 тешких крстарица
- 60 лаких крстарица
- 158 разарача и торпиљарки
- 249 подморница
- и бројне друге мање бродове укупно 800 бродова, а број морнаричког особља требало је да се повећа на преко 200.000 људи (на почетку рата било их је само 78.000). На Хитлерову интервецију рок за довршетак Плана З помакнут је на 1945.

Кад је у септембру 1939. започео Други светски рат Кригсмарине није била спремна за сукоб са савезничким поморским снагама. За разлику од других видова Вермахта, копнене војске и Луфтвафеа, који су упркос забранама израсли у моћне силе (и технички и величином), морнарица је остала патуљак (ипак се велики бродови нису могли градити у тајности). План З отпочео је свега неколико месеци пре почетка рата. Због тога број и снага расположивих бродова Кригсмарине нисуе биле адекватне потребама великог рата.
У годинама пре рата, Кригсмарине је била чврстог уверења да евентуални будући војни сукоб неће поновно бити против Уједињеног Краљевства. Она је као своје потенцијалне непријатеље видела Пољску и Француску, па су и напори бродоградње били усмерени на њих. У могући сукоб са највећом поморском силом оног времена, није се веровало и предвиђало се да ће избити тек крајем 1940-их, кад је План З требало да буде довршен. Кад је напетост са Уједињеним Краљевством почела да расте - 1938, страх од војног сукоба резултовао је ужурбаном градњом нових бродова. Но чак и тада у Кригсмарине се још увек веровало да је рат с Уједињеним Краљевством удаљен за неколико година.
На самом почетку рата Криегсмарине је остварила неколико завидних операција, попут инвазије Норвешке и уништења неколико великих британских бродова, али тај сретни низ је прекинут потапањем њиховог новог бојног брода Бизмарк у мају 1941. Од тог догађаја Кригсмарине се практично усидрила и брижљиво чувала своје веће бродове, који више нису коришћени тако смело као на почетку, јер се смањеним бројем оперативних бродова, сваки губитак чинио још већим.

### Бродови Криегсмарине
Почетак Другог светског рата - Криегсмарине је дочекала са 11 већих бродова, уз седам бродова на навозима бродоградилишта. Ту малу флоту подржавао је 21 разарач, 57 подморница, од којих је већина била способна само за мање обалске операције и 20 торпедних чамаца. Као илустрација патуљасте снаге Кригсмарине може да послужи чињеница да су Савезници имали на располагању чак 260 разарача.
До краја рата Кригсмарине је изградила само 19 нових разарача, од којих је само њих 15 неоштећено дочекало крај рата. Неке од њих преузеле су морнарице Савезника и служиле се њима све до средине 1950-их.
Током рата са навоза бродоградилишта ушли су у службу бојни бродови Тирпиц и Бизмарк, тешка крстарица Принц Еуген.
У поређењу са британском, америчком или француском флотом тога доба, Кригсмарине била је врло мала, али су упркос томе бродови Кригсмарине постигли неке спектакуларне победе против Британске Краљевске морнарице.
Иако су немачке подморнице на самом почетку рата биле стварна претња за савезничким конвојима на Атлантику и озбиљно угрозиле снабдевање Уједињеног Краљевства и то је попустило од маја 1943, понајвише због технолошкошког напретка савезничких снага, али и због проблема у снабдевању горивом, па и због погрешне бродоградитељске политике али и због оперативних ограничења које је Кригсмарини наметало политичко вођство, па она није више била у стању наставити своје успехе из периода 1939-1941. а подморничке операције су одтад постале готово немогуће.
На крају рата су само два већа брода Кригсмарине била оперативно способна, све остале потопили су Савезници, што у директним поморским сукобима, а што током последњих месеци и недаља рата у њиховим базама.

### Кригсмарине и морнаричка авијација
За разлику од других савремених ратних морнарица оног времена, Кригсмарине није имала властиту морнаричку авијацију. Сви авиони, без обзира на то да ли су били стационирани на копну или бродовима, били су под командом Луфтвафе, а њихови пилоти - официри Луфтвафеа, у складу са Геринговим мотом - све што лети припада мени. Због тог су избијали чести сукоби на релацији Кригсмарине - Луфтвафе, па није чудо да због тих сукоба морнарички део Луфтвафе никад није био толико ефикасан као противничке авијације савезничких снага. То је било због тога што је оперативно планирање припадало Луфтвафе уместо Кригсмарине. Практично је само 30 авиона, стационираних на бродовима било под оперативном командом Кригсмарине.
Упркос врло малом броју, нешто мање од 200 авиона, који су били расположиви за морнаричке задатке, (5% од укупне снаге Луфтвафе), ти авиони су истовремено успевали обављати више задатака. Од обалског патролирања, преко лова на противничке подморнице и спашавања властитих претраживањем и извиђањем северног Атлантика, све до специјалних операција попут снабдевања горивом властитих подморница у Баренцовом мору или снабдевања арктичких метеоролошких станица.

## Крај Кригсмаринеа
Од 14. августа до 6. децембра 1945. године, у Берлину, заседали су представници сила победника у Другом светском рату и водили веома жучне дискусије око поделе преостале немачке ратне морнарице. Спор се водио шта ће ко од Савезника да добије од око 2000 бродова, ратних и помоћних. Разговарало се о свим врстама пловила – од тзв. глибодера, реморкера и разних врста чамаца па све до подморница, разарача и крстарица.
Немачка је пре и за време рата успела да изгради, рачунајући ту и број заплењиних бродова из окупираних земаља, преко 2000 ратних и око 2500 помоћних бродова. Од ратних бродова само подморница је било око 1200. Према подацима савезничке комисије, немачка Ратна морнарица је изгубила око половине свих борбених бродова у ратним дејствима на мору, а неких 13% је изгубила током савезничких бомбардовања лука и пристаништа. Немачкој Ратној морнарици је било преостало око 1/3 ратних и помоћних бродова. Од тог броја највредније помена површинске јединице биле су неоштећена тешка крстарица „Принц Еуген“ (нем. „Prinz Eugen“), лаке крстарице „Нирнберг“ и тешко оштећен „Лајпциг“ (нем. „Leipzig“) као и 15 разарача.
Савезниче комисије које су радиле по немачким, норвешким и данским лукама са тешком муком су успеле да направе спискове шта се све може делити. Британци су имали најбољи увид над ратним пленом јер се велики број преосталих немачких бродова налазио или у британским лукама или у лукама под британском окупацијом. Тако је више око 150 подморница било само у лукама које је држала Уједињено Краљевство. Бродови који су се налазили у лукама САД, а њих је било веома мало, прегледали су британски и совјетски војни представници, акредитовани при администрацији САД, у сарадњи са помрским органима морнарице Сједињених Држава.
Сакупњени извештаји комисија открили су скоро упола више бродова него што је могло да се види из документције коју су доставили Британци. Кључни људи у Уједињеном Краљевству настојали су на сваки начин да све помоћне бродове искључе из деобе, а то су правдали тиме да то нису ратни бродови. Америчка и совјетска страна су се опирале износећи контратезу – да је то имовина ратне морнарице поражене земље и да она тиме подлеже подели.
Најзанимљивије од свега било је то како су се бродови делили. Многе, како ће се испоставити бескорисне, дискусије, нису допринеле зближавању погледа да се пронађе правичан, објективан реалан метод. На крају се неко досетио жреба, и ако је ко могао да буде незадовољан оваквим начином поделе, онда су то једино могли бити Британци јер ће се испоставити да ће им жреб бити најмање наклоњен.
Бродови истог типа били су стављени у једну групу, па су затим дељени на три што приближнија једнака дела по броју, при чему се водило рачуна и о техничким особинама. Тако подељене групе биле су обележене са три слова абецеде: „X“, „Y“ i „Z“.
Представници сила победника су извлачили папириће са словима „X“, „Y“ i „Z“. Када су на ред дошле крстарице Британци нису хтели ни да разговарају о томе да се и оне жребају. Рачунали су на ће задржати тешку крстарицу „Принц Еуген“. Совјети и Американци нису попуштали и приступило се жребању. Американци су извукли тешку крстарицу „Принц Еуген“, Совјети лаку крстарицу „Нирнберг“ док су Британци, сходно претходном договору, добили одговарајући број разарача.
На крају је исход жреба у већим ратним бродовима био следећи: СССР је добио једну лаку крстарицу, 10 разарача и 10 подморница; Велика Британија 13 разарача и 10 подморница а САД једну тешку крстарицу и седам разарача. Са преосталим мањим ратним и помоћним бродовима, коначна подела је била оваква:
САД су добиле 149 ратних и 542 помоћна брода, Велика Британија 148 ратаних и 496 помоћних, а СССР 155 ратних и 601 помоћни брод. Овако неједнак број поделе бродова био је резултат тога што је након жребања заинтересовнаим странама било дозвољено да се међусобно мењају и трампе. Нпр, Британци су за један велики танкер нудили већи број мањих бродова разних врста.
Тиме је и званично 24. јануара 1946. године престала да постоји Ратна морнарица Трећег рајха, а тим поводом је био објављен и коминике савезничке комисије:
„1) На берлинској конференцији донето је решење да неупотребљиве површинске јединице немачке флоте, као и оне које се могу оспособити у току одређеног времена, заједно са 30 подморница, буду равномерно подељене између три државе а да остатак немачке флоте буде уништен.
2) Истовремено је била именована Војно-поморска комисија трију држава за извршење горе поменутог решења. Та комисија је пре кратког времена доставила извештај владама трију држава. Владе трију држава размотриле су током извесног времена овај извештај и усвојиле препоруке Комисије о расподели важних бродова и одлучиле да се у најкраћем времену изврши и сама расподела бродова међу три државе.
3) Преостале подморнице у поседу Уједињеног Краљевства биле су потопљене у складу са том одлуком. На тај начин је решена судбина немачке флоте од стране трију држава-победница, на основу одлуке од 17. јула до 2. августа 1945. године, док је техничко извршење овог решења стављено у дужност Војно-поморској комисији трију држава, која је заседала од 14. августа до 6. децембра 1945. г.“
Лака крстарица „Лајпциг“, која је била толико оштећена након судара са тешком крстарицом „Принц Еуген“ још 15. октобра 1944. године када се због грешке при маневрисању у луци тзв. клиперски прамац тешке крстарице зарио у бок лаке крстарице између димњака и командног моста и распорио је све до кобиличне плоче, био је натоварен отровним гасом, отегљен у Северно море и потопљен. „Нирнберг“ је у Совјетском Савезу служио све до 1959. године под именом „Адмирал Макаров“ када је био повучен из употребе и изрезан. Тешка крстарица „Принц Еуген“ имала је најтрагичнију судбину од свих бродова Ратне морнарице Трећег рајха који су преживели ратна дејства Другог светског рата. Британци су морали да је предају Американцима који су је употребили у нуклеарној проби код атола Бикини 1946. године. Следеће године угљенисани труп „Принц Еугена“ је потонуо код Квајалина.
Тиме је флота Трећег рајха отишла истим путем као и њена Царска претходница, иако на потпуно другачији начин.